# Physoclypeus farinosus
Physoclypeus farinosus är en tvåvingeart som beskrevs av Friedrich Georg Hendel 1926. Physoclypeus farinosus ingår i släktet Physoclypeus och familjen lövflugor.
Artens utbredningsområde är Bolivia. Inga underarter finns listade i Catalogue of Life.